# Coupe du monde des clubs de la FIFA 2018
Navigation
Émirats arabes unis 2017 Qatar 2019
La Coupe du monde des clubs de la FIFA 2018 est la 15e édition de la Coupe du monde des clubs de la FIFA. Elle se tient aux Émirats arabes unis pour la quatrième fois de son histoire. Le pays organisateur a été choisi en mars 2015 par la Fédération internationale de football association (FIFA).
Les clubs champions continentaux des six confédérations continentales de football disputent le tournoi en compagnie du champion du pays organisateur.
Le Real Madrid remporte son quatrième titre dans la compétition, et le troisième titre consécutif (une première dans l'histoire de la compétition), en battant en finale le club émirati d'Al-Aïn, qui atteint pour la première fois ce stade de la compétition. Le club argentin du River Plate termine troisième.
Cette compétition est la plus prestigieuse au monde pour les clubs.

## Sélection du pays hôte
Quatre pays se sont portés candidats à l'organisation de cette compétition pour les éditions 2017 et 2018 :
- Brésil
- Japon
- Émirats arabes unis
- Inde[1]

Lors du comité exécutif de la FIFA des 19 et 20 mars 2015, les éditions 2017 et 2018 ont été attribuées aux Émirats arabes unis.

## Organisation
| Abou Dabi          | Al-Ain                |
| ------------------ | --------------------- |
| Stade Sheikh Zayed | Stade Hazza Bin Zayed |
| Capacité: 45 000   | Capacité: 25 000      |
|                    |                       |

| \| Abou Dabi Al-Ain \| Localisation des villes hôtes pour la phase finale. |
| Abou Dabi Al-Ain                                                           |

| Premier tour           | 12 décembre    |
| Second tour            | 15 décembre    |
| Match pour la 5e place | 18 décembre    |
| Demi-finales           | 18-19 décembre |
| Match pour la 3e place | 22 décembre    |
| Finale                 | 22 décembre    |

## Clubs qualifiés
| Club                    | Pays                    | Confédération           | Épreuve qualificative                   |
| Entrent en demi-finales | Entrent en demi-finales | Entrent en demi-finales | Entrent en demi-finales                 |
| ----------------------- | ----------------------- | ----------------------- | --------------------------------------- |
| Real Madrid             | Espagne                 | UEFA                    | Ligue des champions de l'UEFA 2017-2018 |
| River Plate             | Argentine               | CONMEBOL                | Copa Libertadores 2018                  |
| Entrent au second tour  |                         |                         |                                         |
| CD Guadalajara          | Mexique                 | CONCACAF                | Ligue des champions de la CONCACAF 2018 |
| ES Tunis                | Tunisie                 | CAF                     | Ligue des champions de la CAF 2018      |
| Kashima Antlers         | Japon                   | AFC                     | Ligue des champions de l'AFC 2018       |
| Entrent au premier tour |                         |                         |                                         |
| Team Wellington         | Nouvelle-Zélande        | OFC                     | Ligue des champions de l'OFC 2018       |
| Al-Ain                  | Émirats arabes unis     | AFC                     | Arabian Gulf League 2018 (pays hôte)    |

## Tableau
|  | 1er tour                | 1er tour             |                         |                 | 2e tour              | 2e tour              |                 |                 | Demi-finales | Demi-finales |  |  | Finale                  | Finale                  |
|  | 12 décembre - Al-Aïn    |                      |                         |                 |                      |                      |                 |                 |              |              |  |  |                         |                         |
|  | Al-Aïn                  | 3ap (4)              |                         |                 | 15 décembre - Al-Aïn | 15 décembre - Al-Aïn |                 |                 |              |              |  |  |                         |                         |
|  | Al-Aïn                  | 3ap (4)              |                         |                 | 15 décembre - Al-Aïn | 15 décembre - Al-Aïn |                 |                 |              |              |  |  |                         |                         |
|  | Team Wellington         | 3 tab(3)             |                         |                 | ES Tunis             | 0                    |                 |                 |              |              |  |  |                         |                         |
|  | Team Wellington         | 3 tab(3)             | 18 décembre - Al-Aïn    |                 | ES Tunis             | 0                    |                 |                 |              |              |  |  |                         |                         |
|  |                         |                      |                         |                 | Al-Aïn               | 3                    |                 |                 |              |              |  |  |                         |                         |
|  | River Plate             | 2ap (4)              |                         |                 | Al-Aïn               | 3                    |                 |                 |              |              |  |  |                         |                         |
|  | River Plate             | 2ap (4)              |                         |                 |                      |                      |                 |                 |              |              |  |  |                         |                         |
|  |                         |                      | Al-Aïn                  | 2 tab(5)        |                      |                      |                 |                 |              |              |  |  |                         |                         |
|  |                         |                      | Al-Aïn                  | 2 tab(5)        |                      |                      |                 |                 |              |              |  |  |                         |                         |
|  |                         |                      | 22 décembre - Abu Dhabi |                 |                      |                      |                 |                 |              |              |  |  |                         |                         |
|  |                         |                      |                         |                 |                      |                      |                 |                 |              |              |  |  |                         |                         |
|  | Al-Aïn                  | 1                    |                         |                 |                      |                      |                 |                 |              |              |  |  |                         |                         |
|  | Al-Aïn                  | 1                    | 15 décembre - Al-Aïn    |                 |                      |                      |                 |                 |              |              |  |  |                         |                         |
|  |                         | Real Madrid          | 4                       |                 |                      |                      |                 |                 |              |              |  |  |                         |                         |
|  |                         |                      | 4                       | Kashima Antlers | 3                    |                      |                 |                 |              |              |  |  |                         |                         |
|  | 19 décembre - Abu Dhabi |                      |                         | Kashima Antlers | 3                    |                      |                 |                 |              |              |  |  |                         |                         |
|  |                         | CD Guadalajara       | 2                       |                 |                      |                      |                 |                 |              |              |  |  |                         |                         |
|  | Kashima Antlers         | CD Guadalajara       | 2                       | 1               |                      |                      |                 |                 |              |              |  |  |                         |                         |
|  | Kashima Antlers         | Cinquième place      | Cinquième place         | 1               |                      |                      | Troisième place | Troisième place |              |              |  |  |                         |                         |
|  |                         | Cinquième place      | Cinquième place         |                 | Real Madrid          | 3                    | Troisième place | Troisième place |              |              |  |  |                         |                         |
|  | ES Tunis                | 1 tab(6)             | River Plate             | 4               | Real Madrid          | 3                    |                 |                 |              |              |  |  |                         |                         |
|  | ES Tunis                | 1 tab(6)             | River Plate             | 4               |                      |                      |                 |                 |              |              |  |  |                         |                         |
|  | CD Guadalajara          | 1 (5)                | Kashima Antlers         | 0               |                      |                      |                 |                 |              |              |  |  |                         |                         |
|  | CD Guadalajara          | 1 (5)                | Kashima Antlers         | 0               |                      |                      |                 |                 |              |              |  |  |                         |                         |
|  | 18 décembre - Al-Aïn    | 18 décembre - Al-Aïn |                         |                 |                      |                      |                 |                 |              |              |  |  | 22 décembre - Abu Dhabi | 22 décembre - Abu Dhabi |

### Premier tour
| 12 décembre 2018 | Al-Aïn                                     | 3 - 3 ap              | Team Wellington                                           | Stade Hazza Bin Zayed, Al-Aïn                                              |                                                                            |
| 19 h 30 (UTC+4)  | Shiotani 45e · Doumbia 49e · Berg 85e      | (1 - 3, 3 - 3, 3 - 3) | 11e Barcia (en) · 15e Clapham · 44e Ilich                 | Spectateurs : 15 279 Arbitrage : Ryuji Sato Arbitre vidéo : Danny Makkelie | Spectateurs : 15 279 Arbitrage : Ryuji Sato Arbitre vidéo : Danny Makkelie |
| 19 h 30 (UTC+4)  | Rapport                                    |                       |                                                           | Spectateurs : 15 279 Arbitrage : Ryuji Sato Arbitre vidéo : Danny Makkelie | Spectateurs : 15 279 Arbitrage : Ryuji Sato Arbitre vidéo : Danny Makkelie |
| 19 h 30 (UTC+4)  | Diaky · Berg · El Shahat · Shiotani · Caio | Tirs au but 4 - 3     | Allen · Kilkolly (es) · Ilich · Watson (en) · Gulley (en) | Spectateurs : 15 279 Arbitrage : Ryuji Sato Arbitre vidéo : Danny Makkelie | Spectateurs : 15 279 Arbitrage : Ryuji Sato Arbitre vidéo : Danny Makkelie |

### Second tour
| 15 décembre 2018 | Kashima Antlers                                 | 3 - 2   | CD Guadalajara                      | Stade Hazza Bin Zayed, Al-Aïn                                                             |                                                                                           |
| 17 h 00 (UTC+4)  | Nagaki 49e · Serginho (en) 69e (pen.) · Abe 84e | (0 - 1) | 3e Zaldívar · 90+4e (csc) Léo Silva | Spectateurs : 3 997 Arbitrage : Bamlak Tessema Weyesa Arbitre vidéo : Massimiliano Irrati | Spectateurs : 3 997 Arbitrage : Bamlak Tessema Weyesa Arbitre vidéo : Massimiliano Irrati |
| 17 h 00 (UTC+4)  | Rapport                                         |         |                                     | Spectateurs : 3 997 Arbitrage : Bamlak Tessema Weyesa Arbitre vidéo : Massimiliano Irrati | Spectateurs : 3 997 Arbitrage : Bamlak Tessema Weyesa Arbitre vidéo : Massimiliano Irrati |

| 15 décembre 2018 | ES Tunis | 0 - 3   | Al-Aïn                                   | Stade Hazza Bin Zayed, Al-Aïn                                             |                                                                           |
| 20 h 30 (UTC+4)  |          | (0 - 2) | 2e Ahmed · 16e El Shahat · 60e Al-Ahbabi | Spectateurs : 21 333 Arbitrage : Jair Marrufo Arbitre vidéo : Mark Geiger | Spectateurs : 21 333 Arbitrage : Jair Marrufo Arbitre vidéo : Mark Geiger |
| 20 h 30 (UTC+4)  | Rapport  |         |                                          | Spectateurs : 21 333 Arbitrage : Jair Marrufo Arbitre vidéo : Mark Geiger | Spectateurs : 21 333 Arbitrage : Jair Marrufo Arbitre vidéo : Mark Geiger |

#### Match pour la cinquième place
| 18 décembre 2018 | ES Tunis                                                                        | 1 - 1             | CD Guadalajara                                                                     | Stade Hazza Bin Zayed, Al-Aïn                                                 |                                                                               |
| 17 h 30 (UTC+4)  | Belaïli 38e                                                                     | (1 - 1)           | 5e Sandoval (en)                                                                   | Spectateurs : 5 883 Arbitrage : Matthew Conger Arbitre vidéo : Mauro Vigliano | Spectateurs : 5 883 Arbitrage : Matthew Conger Arbitre vidéo : Mauro Vigliano |
| 17 h 30 (UTC+4)  | Rapport                                                                         |                   |                                                                                    | Spectateurs : 5 883 Arbitrage : Matthew Conger Arbitre vidéo : Mauro Vigliano | Spectateurs : 5 883 Arbitrage : Matthew Conger Arbitre vidéo : Mauro Vigliano |
| 17 h 30 (UTC+4)  | Belaïli · Machani · Chemmam · Bguir · Khenissi · Derbali · Coulibaly · Dhaouadi | Tirs au but 6 – 5 | Zaldívar · Marín (en) · Godínez · Van Rankin · Salcido · Pineda · Ponce · Brizuela | Spectateurs : 5 883 Arbitrage : Matthew Conger Arbitre vidéo : Mauro Vigliano | Spectateurs : 5 883 Arbitrage : Matthew Conger Arbitre vidéo : Mauro Vigliano |

### Demi-finales
| 18 décembre 2018 | River Plate                                | 2 - 2 ap              | Al-Aïn                                                  | Stade Hazza Bin Zayed, Al-Aïn                                                        |                                                                                      |
| 20 h 30 (UTC+4)  | Borré 11e 16e                              | (2 - 1, 2 - 2, 2 - 2) | 3e Berg · 51e Caio                                      | Spectateurs : 21 383 Arbitrage : Gianluca Rocchi Arbitre vidéo : Massimiliano Irrati | Spectateurs : 21 383 Arbitrage : Gianluca Rocchi Arbitre vidéo : Massimiliano Irrati |
| 20 h 30 (UTC+4)  | Rapport                                    |                       |                                                         | Spectateurs : 21 383 Arbitrage : Gianluca Rocchi Arbitre vidéo : Massimiliano Irrati | Spectateurs : 21 383 Arbitrage : Gianluca Rocchi Arbitre vidéo : Massimiliano Irrati |
| 20 h 30 (UTC+4)  | Scocco · Quintero · Pratto · Borré · Pérez | Tirs au but 4 - 5     | Caio · Shiotani · Al-Ahbabi · Abdulrahman · Yaslam (en) | Spectateurs : 21 383 Arbitrage : Gianluca Rocchi Arbitre vidéo : Massimiliano Irrati | Spectateurs : 21 383 Arbitrage : Gianluca Rocchi Arbitre vidéo : Massimiliano Irrati |

| 19 décembre 2018 | Kashima Antlers | 1 - 3   | Real Madrid      | Stade Cheikh Zayed, Abu Dhabi                                                  |                                                                                |
| 20 h 30 (UTC+4)  | Doi 78e         | (0 - 1) | 44e 53e 55e Bale | Spectateurs : 30 554 Arbitrage : Wilton Sampaio Arbitre vidéo : Mauro Vigliano | Spectateurs : 30 554 Arbitrage : Wilton Sampaio Arbitre vidéo : Mauro Vigliano |
| 20 h 30 (UTC+4)  | Rapport         |         |                  | Spectateurs : 30 554 Arbitrage : Wilton Sampaio Arbitre vidéo : Mauro Vigliano | Spectateurs : 30 554 Arbitrage : Wilton Sampaio Arbitre vidéo : Mauro Vigliano |

### Match pour la troisième place
| 22 décembre 2018 | River Plate                                          | 4 - 0   | Kashima Antlers | Stade Cheikh Zayed, Abu Dhabi                                                        |                                                                                      |
| 17 h 30 (UTC+4)  | Zuculini 24e · Martínez 73e 90+3e · Borré 89e (pen.) | (1 - 0) |                 | Spectateurs : 13 550 Arbitrage : Gianluca Rocchi Arbitre vidéo : Massimiliano Irrati | Spectateurs : 13 550 Arbitrage : Gianluca Rocchi Arbitre vidéo : Massimiliano Irrati |
| 17 h 30 (UTC+4)  | Rapport                                              |         |                 | Spectateurs : 13 550 Arbitrage : Gianluca Rocchi Arbitre vidéo : Massimiliano Irrati | Spectateurs : 13 550 Arbitrage : Gianluca Rocchi Arbitre vidéo : Massimiliano Irrati |

### Finale
| Finale                           | Real Madrid                                                    | 4 - 1   | Al-Aïn       | Stade Cheikh Zayed, Abu Dhabi                                                |                                                                              |
| 22 décembre 2018 20 h 30 (UTC+4) | Modrić 14e · Llorente 60e · Ramos 79e · Nader (en) 90+1e (csc) | (1 - 0) | 86e Shiotani | Spectateurs : 40 696 Arbitrage : Jair Marrufo Arbitre vidéo : Danny Makkelie | Spectateurs : 40 696 Arbitrage : Jair Marrufo Arbitre vidéo : Danny Makkelie |
| 22 décembre 2018 20 h 30 (UTC+4) | Rapport                                                        |         |              | Spectateurs : 40 696 Arbitrage : Jair Marrufo Arbitre vidéo : Danny Makkelie | Spectateurs : 40 696 Arbitrage : Jair Marrufo Arbitre vidéo : Danny Makkelie |

| Real Madrid | Al-Aïn |

| G               | 25 | Thibaut Courtois  |     |     |
| D               | 2  | Dani Carvajal     |     |     |
| D               | 5  | Raphaël Varane    |     |     |
| D               | 4  | Sergio Ramos      | 45e |     |
| D               | 12 | Marcelo           |     |     |
| M               | 10 | Luka Modrić       |     |     |
| M               | 18 | Marcos Llorente   |     | 82e |
| M               | 8  | Toni Kroos        |     | 70e |
| A               | 17 | Lucas Vázquez     |     | 84e |
| A               | 9  | Karim Benzema     |     |     |
| A               | 11 | Gareth Bale       |     |     |
| Remplaçants :   |    |                   |     |     |
| G               | 1  | Keylor Navas      |     |     |
| G               | 13 | Kiko Casilla      |     |     |
| D               | 3  | Jesús Vallejo     |     |     |
| D               | 6  | Nacho             |     |     |
| D               | 19 | Álvaro Odriozola  |     |     |
| D               | 23 | Sergio Reguilón   |     |     |
| M               | 14 | Casemiro          |     | 82e |
| M               | 15 | Federico Valverde |     |     |
| M               | 20 | Marco Asensio     |     |     |
| M               | 22 | Isco              |     |     |
| M               | 24 | Dani Ceballos     |     | 70e |
| A               | 28 | Vinícius Júnior   |     | 84e |
| Entraîneur :    |    |                   |     |     |
| Santiago Solari |    |                   |     |     |

| G             | 17 | Khalid Eisa           |  |     |
| D             | 23 | Mohamed Ahmed         |  | 64e |
| D             | 5  | Ismail Ahmed          |  |     |
| D             | 14 | Mohammed Fayez        |  |     |
| D             | 33 | Tsukasa Shiotani      |  |     |
| M             | 43 | Rayan Yaslam (en)     |  |     |
| M             | 16 | Mohamed Abdulrahman   |  | 67e |
| M             | 3  | Tongo Doumbia         |  |     |
| A             | 74 | Hussein El Shahat     |  |     |
| A             | 7  | Caio                  |  |     |
| A             | 9  | Marcus Berg           |  | 75e |
| Remplaçants : |    |                       |  |     |
| G             | 1  | Mohammed Busanda (en) |  |     |
| G             | 12 | Hamad Al-Mansouri     |  |     |
| D             | 19 | Mohanad Salem (en)    |  |     |
| D             | 44 | Saeed Juma (en)       |  |     |
| M             | 6  | Amer Abdulrahman      |  | 67e |
| M             | 11 | Bandar Al-Ahbabi      |  | 64e |
| M             | 13 | Ahmed Barman (en)     |  |     |
| M             | 18 | Ibrahim Diaky         |  |     |
| M             | 28 | Sulaiman Nasser (en)  |  |     |
| M             | 30 | Mohammed Khalfan (en) |  |     |
| M             | 88 | Yahia Nader (en)      |  | 75e |
| A             | 99 | Jamal Maroof (it)     |  |     |
| Entraîneur :  |    |                       |  |     |
| Zoran Mamić   |    |                       |  |     |

## Classement
| Rang | Club            | Pays                |
| ---- | --------------- | ------------------- |
| 1    | Real Madrid     | Espagne             |
| 2    | Al-Aïn          | Émirats arabes unis |
| 3    | River Plate     | Argentine           |
| 4    | Kashima Antlers | Japon               |
| 5    | ES Tunis        | Tunisie             |
| 6    | CD Guadalajara  | Mexique             |
| 7    | Team Wellington | Nouvelle-Zélande    |

## Récompenses
| Prix              | Lauréat             | Club        |
| ----------------- | ------------------- | ----------- |
| Ballon d'or       | Gareth Bale         | Real Madrid |
| Ballon d'argent   | Caio                | Al-Aïn      |
| Ballon de bronze  | Rafael Santos Borré | River Plate |
| Prix du fair-play | Real Madrid         | Real Madrid |

## Classement des buteurs
| Rang | Joueur                   | Club               | Buts |
| ---- | ------------------------ | ------------------ | ---- |
| 1    | Gareth Bale              | Real Madrid        | 3    |
| 1    | Rafael Santos Borré      | River Plate        | 3    |
| 3    | Marcus Berg              | Al-Aïn             | 2    |
| 3    | Gonzalo Nicolás Martínez | River Plate        | 2    |
| 3    | Tsukasa Shiotani         | Al-Aïn             | 2    |
| 6    | Hiroki Abe               | Kashima Antlers    | 1    |
| 6    | Mohamed Ahmed            | Al-Aïn             | 1    |
| 6    | Bandar Al-Ahbabi         | Al-Aïn             | 1    |
| 6    | Mario Barcia (en)        | Team Wellington    | 1    |
| 6    | Youcef Belaïli           | Espérance de Tunis | 1    |
| 6    | Caio                     | Al-Aïn             | 1    |
| 6    | Aaron Clapham            | Team Wellington    | 1    |
| 6    | Shoma Doi                | Kashima Antlers    | 1    |
| 6    | Tongo Doumbia            | Al-Aïn             | 1    |
| 6    | Hussein El Shahat        | Al-Aïn             | 1    |
| 6    | Mario Ilich              | Team Wellington    | 1    |
| 6    | Ryota Nagaki             | Kashima Antlers    | 1    |
| 6    | Gael Sandoval (en)       | CD Guadalajara     | 1    |
| 6    | Serginho (en)            | Kashima Antlers    | 1    |
| 6    | Ángel Zaldívar           | CD Guadalajara     | 1    |
| 6    | Bruno Zuculini           | River Plate        | 1    |
| 6    | Luka Modrić              | Real Madrid        | 1    |
| 6    | Marcos Llorente          | Real Madrid        | 1    |
| 6    | Sergio Ramos             | Real Madrid        | 1    |

1 but contre son camp
- Léo Silva (Kashima Antlers, contre le CD Guadalajara)
- Yahia Nader (en) (Al-Aïn, contre le Real Madrid)